# Homebush West
 (mars 2020).
Si vous disposez d'ouvrages ou d'articles de référence ou si vous connaissez des sites web de qualité traitant du thème abordé ici, merci de compléter l'article en donnant les références utiles à sa vérifiabilité et en les liant à la section « Notes et références ».
Homebush West est une ville-banlieue australienne de l'agglomération de Sydney, située dans les zones d'administration locale de Cumberland et de Strathfield en Nouvelle-Galles du Sud. La population s'élevait à 8 609 habitants en 2016.

## Géographie
Homebush West est situé à 16 km à l’ouest du centre d'affaires de Sydney. Homebush et Homebush Bay sont des banlieues séparées à l’est et au nord-est.

## Sources
- (en) Cet article est partiellement ou en totalité issu de l’article de Wikipédia en anglais intitulé « Homebush West » (voir la liste des auteurs).